# Новоромановка (Акмолинская область)
Новоромановка (каз. Новоромановка) — село в Сандыктауском районе Акмолинской области Казахстана. Входит в состав Сандыктауского сельского округа. Код КАТО — 116455200.

## География
Село расположено в северо-восточной части района, в 12 км на восток от центра района села Балкашино, в 14 км на юго-восток от центра сельского округа села Сандыктау.

### Улицы[2][3]
- ул. Ленина,
- ул. Мира,
- ул. Ыбырая Алтынсарина.

### Ближайшие населённые пункты
- село Балкашино в 12 км на западе,
- село Преображенка в 13 км на северо-востоке,
- село Сандыктау в 14 км на северо-западе,
- село Белгородское в 15 км на востоке,
- село Каменка в 15 км на юго-востоке.

## Население
В 1989 году население села составляло 429 человек (из них русских 74%).
В 1999 году население села составляло 371 человек (183 мужчины и 188 женщин). По данным переписи 2009 года, в селе проживало 311 человек (151 мужчина и 160 женщин).
| Численность населения | Численность населения | Численность населения |
| 1989                  | 1999                  | 2009                  |
| --------------------- | --------------------- | --------------------- |
| 429                   | ↘371                  | ↘311                  |